# Odostomia sulcosa
Odostomia sulcosa är en snäckart som först beskrevs av Jesse Wedgwood Mighels 1843.  Odostomia sulcosa ingår i släktet Odostomia och familjen Pyramidellidae. Inga underarter finns listade i Catalogue of Life.